# أوسكار سالاس
أوسكار سالاس (بالإسبانية: Óscar Salas)‏ هو لاعب كرة قدم هندوراسي في مركز الوسط، ولد في 8 ديسمبر 1993 في اولانتشيتو ‏ في هندوراس. لعب مع نادي ديبورتيفو أوليمبيا.

## وصلات خارجية
- أوسكار سالاس على موقع قاعدة بيانات كرة القدم.إي يو (الإنجليزية)
- أوسكار سالاس على موقع Soccerway.com (الإنجليزية)
- أوسكار سالاس على موقع أوليمبيديا (الإنجليزية)